# 耶律瑤質
耶律瑤質（?—?），字抜里堇。辽国政治人物、軍人。契丹人。積慶宮（耶魯盌斡耳朵）出身，室韋部節度使耶律侯古之子。
辽景宗时为右通進。統和十年（992年），官至積慶宮使。他向辽圣宗進言，多被采纳。統和二十八年（1010年），参加聖宗遠征高麗國，在铜州击败高麗康肇的軍队有功。他认为高麗國王王詢是诈降，于是辽圣宗没有纳降。高麗軍据险要堡垒，契丹軍攻打不下，耶律瑤質献策使高丽归降。于是擢升为四蕃部詳稳。招討使耶律頗的为总管，瑤質恥居其下，请求引退。辽圣宗说，我不会让你久居此任。命他不用经过耶律頗的，可以专奏到中央。在官任上去世。

## 延伸阅读
[在维基数据编辑]
 《遼史·卷88》，出自脱脱《遼史》